# Calidno
Nella mitologia greca, Calidno era il nome di uno dei figli di Urano.

## Il mito
Secondo alcune tradizioni avute nel periodo tardo, Calidno fu il primo re di Tebe, a lui si devono le mura costruite intorno alla città per proteggerle e le alti torre da cui si avvistavano probabili nemici in avvicinamento. 
Secondo altre storie chi aveva fatto erigere le mura non fu il re ma Anfione e Zeto. Per quanto riguarda la discendenza regale, alcuni autori nominano Ogigo prima di lui.